# Підводні джерела

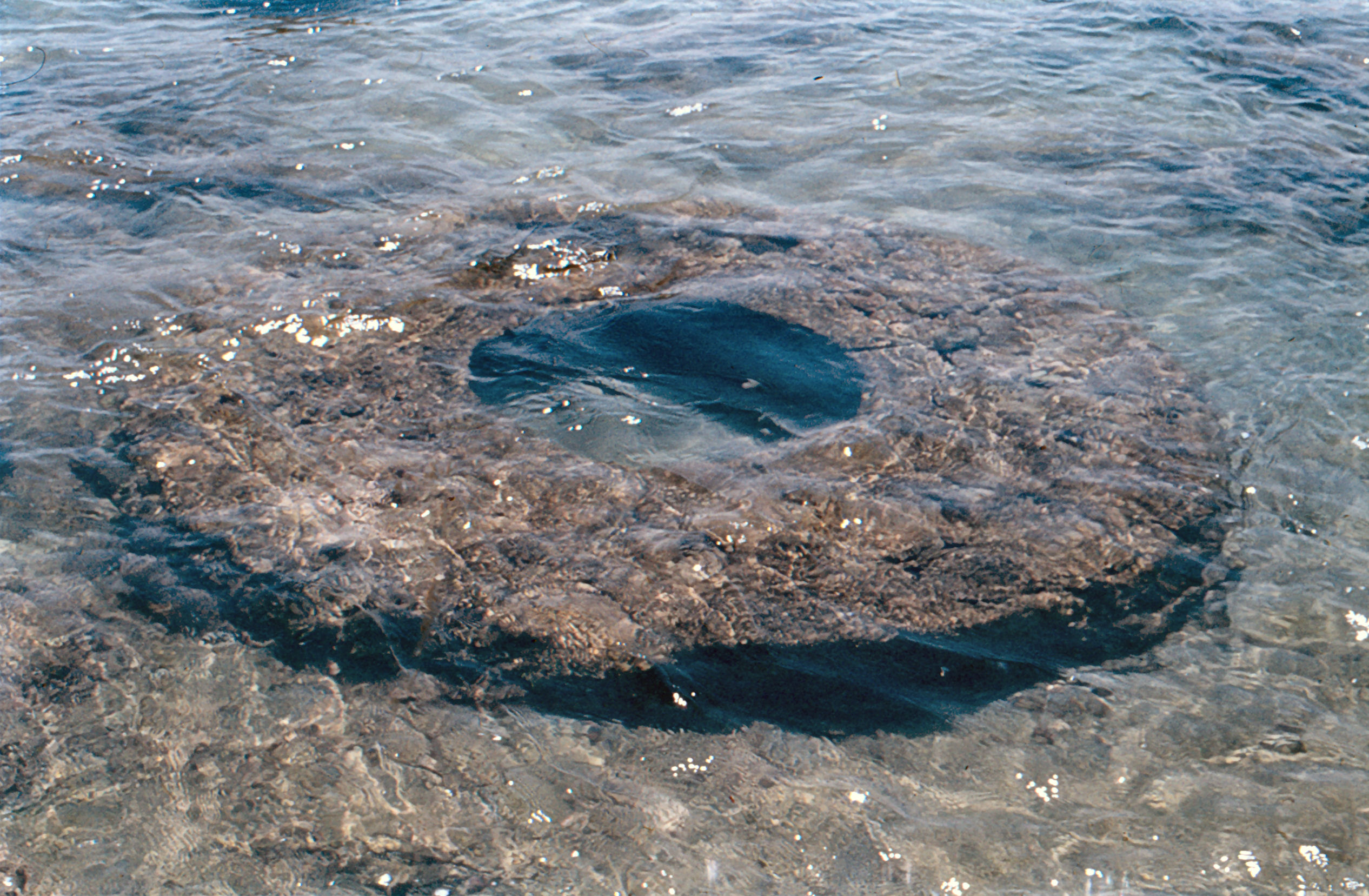
Підводне джерело.

Підводні джерела (рос. подводные источники, англ. submerged springs, subaqueous springs, нім. subaquatische Quellen f pl) – джерела підземних вод на дні або бортах водойми, або потоку. Розрізняють гарячі і холодні підводні джерела . Приклад гарячих джерел: чорні курці, білі курці.
На дні моря – субмаринні джерела, наприклад, на дні Чорного моря. 
Синонім – субаквальні джерела.